# 黒川大聖
黒川 大聖（くろかわ たいせい、1998年5月3日 - ）は、日本の俳優、モデル。福岡県出身。ミシェルエンターテイメント所属。

## 略歴
2018年から映画24区に通い冨樫森監督に師事。
2019年からミシェルエンターテイメントに所属。
映画やドラマ、CMなど幅広く活躍している。

## 人物
趣味：占い
特技：陸上競技

## 出演

### 映画
- 原正弘監督「愛せなければ通過せよ」和田島潤役
- 行定勲監督「映画館に行く日」撮影助手役
- 行定勲監督「劇場」
- 陳思誠監督「唐人街探案3」
- 波多野貴文監督「サイレントトーキョー」
- ふくだももこ監督「君が世界のはじまり」
- 二宮健監督「とんかつDJアゲ太郎」
- 狩山俊輔監督「青くて痛くて脆い」
- 三木康一郎監督「弱虫ペダル」
- 渡邉将監督「タイムカプセル」主演

### TV
- 東海テレビ「顔だけ先生」第5話 脇本役[3][4]
- 森翔太監督「17クラブ」藤城役(横濱インディペンデント・フィルム・フェスティバル 2021 短編部門最優秀賞受賞)[5]
- Hulu「さよなら、ハイスクール」椎原ナオヤ役[6]
- AbemaTV「私が獣になった夜〜名前のない関係〜」第2話 鈴木雅道役[7]
- AbemaTV「私たちに、明日はある。」浜本正雄役
- Abema「ブラックシンデレラ」
- 市井昌秀監督「サウナーマン」第５話
- フジテレビ「シャーロック アントールドストーリーズ」
- テレビ東京「JKからやり直すシルバープラン」
- テレビ東京「あのコの夢を見たんです」第1話
- NHK BSプレミアム 「生きて、ふたたび 保護司・深谷善輔」[8]
- NHKドラマ10「半径5メートル」[8]
- WOWOW「異世界居酒屋「のぶ」」[8]
- フジテレビTWO×ひかりTV共同制作ドラマ「恋と友情のあいだで」阿部役[8]
- BSプレミアムドラマ×ディズニープラス 拾われた男 LOST MAN FOUND 第3話（2022年7月10日）囚人役[9]
- エルピス-希望、あるいは災い-（2022年） - 西澤健太 役

### 舞台
- 江戸川乱歩シリーズ「RANPO chronicle～彼岸商店～」[10]演目：幽霊（腹村心役）

### MV
- 森山直太朗 / さくら（二〇一九）
- リュックと添い寝ごはん / くだらないまま

### YouTube
- 劇団テレワーク即興公演「物語の行方はあなたが選ぶ演劇」
- 劇団テレワーク即興公演「視聴者全員で演出する演劇」
- 劇団テレワーク#0「ZOOM婚活パーティー」岡田大将役

### CF
- 明治エッセルスーパーカップ/ブランコ編[11]
- リアステージ
- Abema
- VANTAN
- アシックス
- 大正製薬 / アルコベール
- 日産 / デイズ
- 東京ミッドタウンマネジメント株式会社
- 紅茶花伝
- リクルート / タウンワーク
- アメリカン・エキスプレス・インターナショナル・インコーポレイテッド
- リクルート/ゼクシィ
- 医療法人けんゆう会/レジーナクリニック